# Ульфіла

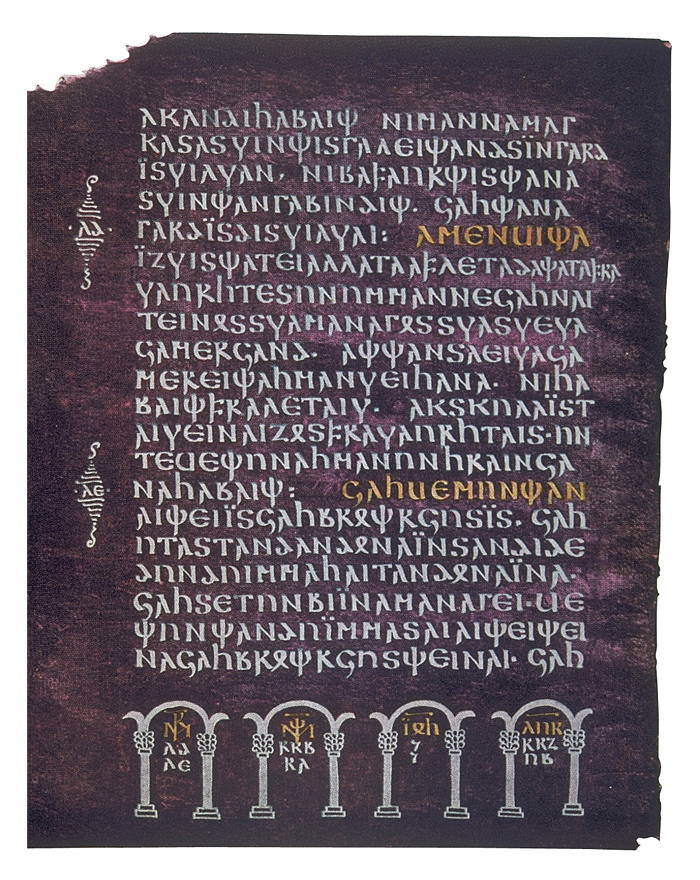
Переклад Євангелія, зроблений Ульфілою, — так званий Срібний кодекс (Уппсальський університет, Швеція)

У́льфіла (лат. Ulfilas) або Ву́льфіла (гот. 𐍅𐌿𐌻𐍆𐌹𐌻𐌰, Wulfila, 311 — 383) — готський аріанський священник, єпископ, місіонер. Автор перекладу Біблії готською мовою (за винятком Книги Царів), а також готської абетки. 360 року брав участь у Константинопольському соборі. Був рукопокладений на єпископа готів аріанським священником Євсевієм з Нікомідії. Предки Ульфіли були християнами, полоненими готами, родом із Каппадокії, біля міста Парнаса, тож, імовірно, автор перекладу з юності досить добре знав грецьку мову, що й допомогло йому в його роботі. За основу своєї роботи над абеткою він узяв грецьке письмо, до якого додав декілька винайдених ним самим літер. З його перекладів до сьогодні дійшла Чотириєвангелія і значна частина Послань Апостола Павла.